# Emir Faccioli
Emir Saúl Faccioli (Margarita, Provincia de Santa Fe, Argentina; 5 de agosto de 1989) es un futbolista argentino. Juega como marcador central y su primer equipo fue Lanús. Actualmente milita en Atlético Vinotinto de la Serie B de Ecuador.

## Clubes
- Actualizado al 17 de agosto de 2025

| Club                         | Div.                | Temporada           | Liga | Liga | Copa Nacional | Copa Nacional | Copa Internacional | Copa Internacional | Total | Total |
| Club                         | Div.                | Temporada           | PJ   | G    | PJ            | G             | PJ                 | G                  | PJ    | G     |
| ---------------------------- | ------------------- | ------------------- | ---- | ---- | ------------- | ------------- | ------------------ | ------------------ | ----- | ----- |
| Lanús Argentina              | 1.ª                 | 2007/08             | 11   | 1    | -             | -             | 8                  | 0                  | 19    | 1     |
| Lanús Argentina              | 1.ª                 | 2008/09             | 21   | 0    | -             | -             | 3                  | 0                  | 24    | 0     |
| Lanús Argentina              | 1.ª                 | 2009/10             | 1    | 0    | -             | -             | 1                  | 0                  | 2     | 0     |
| Lanús Argentina              | Total               | Total               | 33   | 1    | -             | -             | 12                 | 0                  | 45    | 1     |
| Frosinone · Italia           | 2.ª                 | 2010/11             | 1    | 0    | 1             | 0             | -                  | -                  | 2     | 0     |
| Frosinone · Italia           | Total               | Total               | 1    | 0    | 1             | 0             | -                  | -                  | 2     | 0     |
| Godoy Cruz Argentina         | 1.ª                 | 2010/11             | 7    | 1    | -             | -             | 1                  | 0                  | 8     | 1     |
| Godoy Cruz Argentina         | Total               | Total               | 7    | 1    | -             | -             | 1                  | 0                  | 8     | 1     |
| Olimpo Argentina             | 1.ª                 | 2011/12             | 19   | 0    | 0             | 0             | -                  | -                  | 19    | 0     |
| Olimpo Argentina             | Total               | Total               | 19   | 0    | 0             | 0             | -                  | -                  | 19    | 0     |
| Colón Argentina              | 1.ª                 | 2012/13             | 1    | 0    | 0             | 0             | 0                  | 0                  | 1     | 0     |
| Colón Argentina              | Total               | Total               | 1    | 0    | 0             | 0             | 0                  | 0                  | 1     | 0     |
| Defensa y Justicia Argentina | 2.ª                 | 2013/14             | 39   | 0    | -             | -             | -                  | -                  | 39    | 0     |
| Defensa y Justicia Argentina | 1.ª                 | 2014                | 7    | 0    | 1             | 0             | -                  | -                  | 8     | 0     |
| Defensa y Justicia Argentina | 1.ª                 | 2015                | 14   | 1    | 2             | 0             | -                  | -                  | 16    | 1     |
| Defensa y Justicia Argentina | Total               | Total               | 60   | 1    | 3             | 0             | -                  | -                  | 63    | 1     |
| Unión Argentina              | 1.ª                 | 2016                | 3    | 0    | 0             | 0             | -                  | -                  | 3     | 0     |
| Unión Argentina              | Total               | Total               | 3    | 0    | 0             | 0             | -                  | -                  | 3     | 0     |
| All Boys Argentina           | 2.ª                 | 2016/17             | 39   | 1    | 0             | 0             | -                  | -                  | 39    | 1     |
| All Boys Argentina           | 2.ª                 | 2017/18             | 18   | 2    | -             | -             | -                  | -                  | 18    | 2     |
| All Boys Argentina           | Total               | Total               | 57   | 3    | 0             | 0             | -                  | -                  | 57    | 3     |
| Brown (A) Argentina          | 2.ª                 | 2018/19             | 9    | 0    | 1             | 0             | -                  | -                  | 10    | 0     |
| Brown (A) Argentina          | Total               | Total               | 9    | 0    | 1             | 0             | -                  | -                  | 10    | 0     |
| Guabirá · Bolivia            | 1.ª                 | 2019                | 17   | 0    | -             | -             | -                  | -                  | 17    | 0     |
| Guabirá · Bolivia            | Total               | Total               | 17   | 0    | -             | -             | -                  | -                  | 17    | 0     |
| Gimnasia (J) Argentina       | 2.ª                 | 2020                | 7    | 0    | -             | -             | -                  | -                  | 7     | 0     |
| Gimnasia (J) Argentina       | 2.ª                 | 2021                | 33   | 0    | -             | -             | -                  | -                  | 33    | 0     |
| Gimnasia (J) Argentina       | Total               | Total               | 40   | 0    | -             | -             | -                  | -                  | 40    | 0     |
| Def. de Belgrano Argentina   | 2.ª                 | 2022                | 17   | 0    | -             | -             | -                  | -                  | 17    | 0     |
| Def. de Belgrano Argentina   | Total               | Total               | 17   | 0    | -             | -             | -                  | -                  | 17    | 0     |
| Chaco For Ever Argentina     | 2.ª                 | 2023                | 12   | 0    | 2             | 0             | -                  | -                  | 14    | 0     |
| Chaco For Ever Argentina     | Total               | Total               | 12   | 0    | 2             | 0             | -                  | -                  | 14    | 0     |
| Güemes (SdE) Argentina       | 2.ª                 | 2024                | 25   | 1    | -             | -             | -                  | -                  | 25    | 1     |
| Güemes (SdE) Argentina       | Total               | Total               | 25   | 1    | -             | -             | -                  | -                  | 25    | 1     |
| Atlético Vinotinto · Ecuador | 2.ª                 | 2025                | 20   | 0    | 1             | 0             | -                  | -                  | 21    | 0     |
| Atlético Vinotinto · Ecuador | Total               | Total               | 20   | 0    | 1             | 0             | -                  | -                  | 21    | 0     |
| Total en su carrera          | Total en su carrera | Total en su carrera | 321  | 7    | 8             | 0             | 13                 | 0                  | 342   | 7     |

## Palmarés

### Campeonatos nacionales
| Título          | Club  | País      | Año  |
| --------------- | ----- | --------- | ---- |
| Torneo Apertura | Lanús | Argentina | 2007 |

### Otros logros
| Título                     | Club               | País      | Año  |
| -------------------------- | ------------------ | --------- | ---- |
| Ascenso a Primera División | Defensa y Justicia | Argentina | 2014 |